# Майнхард (музыкант)
Майнхард (нем. Meinhard [maɪnhɑːrt]; родился 29 мая 1979) — немецкий музыкант, певец, композитор и автор песен. Основатель музыкального проекта Meinhard. Родом из района Ротталь-Инн, Нижняя Бавария, сейчас базируется в Мюнхене. Его музыка является смесью направлений и жанров таких как рок, глэм, альтернатива, индастриал, готик-рок, дарквейв, вижуал-кэй и других. Сам он определяет свой стиль как альтернативный театрализированный арт-рок (англ. alternative theatrical art rock).

## Биография
Детство и юность Майнхард провёл в Нижней Баварии. Его отец запрещал ему любые контакты с музыкой и театром: у отца была своя компания, и сын являлся его преемником. Однако Майнхард хотел стать музыкантом и в 2000 году оставил дом, уехав в Мюнхен, где стал подрабатывать и получать уроки музыки, а также купил свою первую гитару. По его словам, было только две вещи, которые он тогда признавал: ему не нужно ничего другого, и ничто не может его остановить.
Какое-то время он провёл один, уехав из Европы и путешествуя по США и Мексике, но в конечном итоге вернулся в Мюнхен, начав там сольные выступления, а также занявшись поисками музыкантов, которые станут ему помогать. В 2004 году Майнхард создал проект, в качестве названия которого использовал псевдоним Jeremias Meinhard (Йеремиас Майнхард). Проект просуществовал до 2011 года, за это время вышло несколько альбомов, изданных под собственным лейблом Stella Nuova. В 2012 проект получил второе рождение уже под названием Meinhard. Старый проект и его название больше нигде официально не упоминаются.

## Имя
Майнхард не разглашал свою фамилию. Он называет себя Майнхард фон Фалькенберг (нем. Meinhard von Falkenberg), что переводится как Майнхард из Фалькенберга.

## Творческая деятельность
Под лейблом Out of Line Майнхард записывает и в 2013 году публикует свой дебютный альбом Beyond Wonderland, являющийся интерпретацией книги Льюиса Кэролла «Алиса в Стране Чудес», презентация состоялась на концерте 15 марта того же года. В период 2013-2014 года Майнхард много концертирует, в частности выступает на нескольких фестивалях: Out of Line Weekender, Rockfabrik Nürnberg и M’era Luna. Осенью 2014-го сопровождает Lord Of The Lost во время их Into The Fire тура. В том же году Майнхард записывает и выпускает альбом ALCHEMUSIC I — solve, являющийся первой частью его алхимузыкальной дилогии. В декабре 2014 года Майнхард выступает на юбилейном концерте в честь 15-летия Blutengel. В 2015 году Крис Хармс, основатель Lord Of The Lost, становится сопродюсером следующего альбома, в это же время Майнхард после собственного концерта сопровождает Blutengel во время их OMEN тура. Осенью выходит клип на песню Kinder der Sterne, написанную Майнхардом и исполненную с Крисом Полем, основателем Blutengel. (У песни есть две версии, одна из которых включена в альбом Blutengel «In alle Ewigkeit».) Тогда же выходит третий альбом ALCHEMUSIC II — coagula, песню This Misery в котором Майнхард исполняет дуэтом с Крисом Хармсом. (В этот же альбом включена вторая версия песни Kinder der Sterne.) Майнхард является одним из организаторов Gothic Dandy & Lolita Festival, прошедшем в конце октября 2015 года в Вене. В апреле 2016 года Майнхард дает один из своих ежегодных концертов в Мюнхене, а в мае выступает на крупнейшем ежегодном фестивале готической музыки Wave-Gotik-Treffen. В течение всего 2016 года Майнхард разрабатывает новый концепт, называющийся Wasteland Wonderland (Пустошь Страны Чудес), снова обыгрывающий Страну Чудес, но уже в стиле стимпанка и пост-апа. Результатом становится выход в 2017 году сингла Wasteland Wonderland, а также разработка нового альбома, посвящённого интерпретации второй книги Льюиса Кэролла «Алиса в Зазеркалье» в стиле постапокалипсиса. Продюсером и студийным музыкантом выступает Симон Михаэль из Subway to Sally, а одним из гостей проекта стал Ниль Митра, участник коллектива Faun. В конце мая 2020 года вышел сингл Worrity (Wasp in a Wig), в августе — сингл Spiegelblick, в октябре  — Lion & Unicorn, а в марте 2021 года — The King's Game, продолжающие постапокалиптический концепт Wasteland Wonderland. Из-за пандемии релиз уже готового альбома задержался на год. Альбом Wasteland Wonderland вышел только в июне 2022 года.